# چارلز استوارت
چارلز استوارت (انگلیسی: Charles Stuart؛ ژانویه ۱۷۵۳ – ۲۵ مه ۱۸۰۱) فرد نظامی اهل پادشاهی بریتانیای کبیر بود. وی همچنین برندهٔ جوایزی همچون نشان حمام شده‌است.